# Peter Levene, Baron Levene of Portsoken

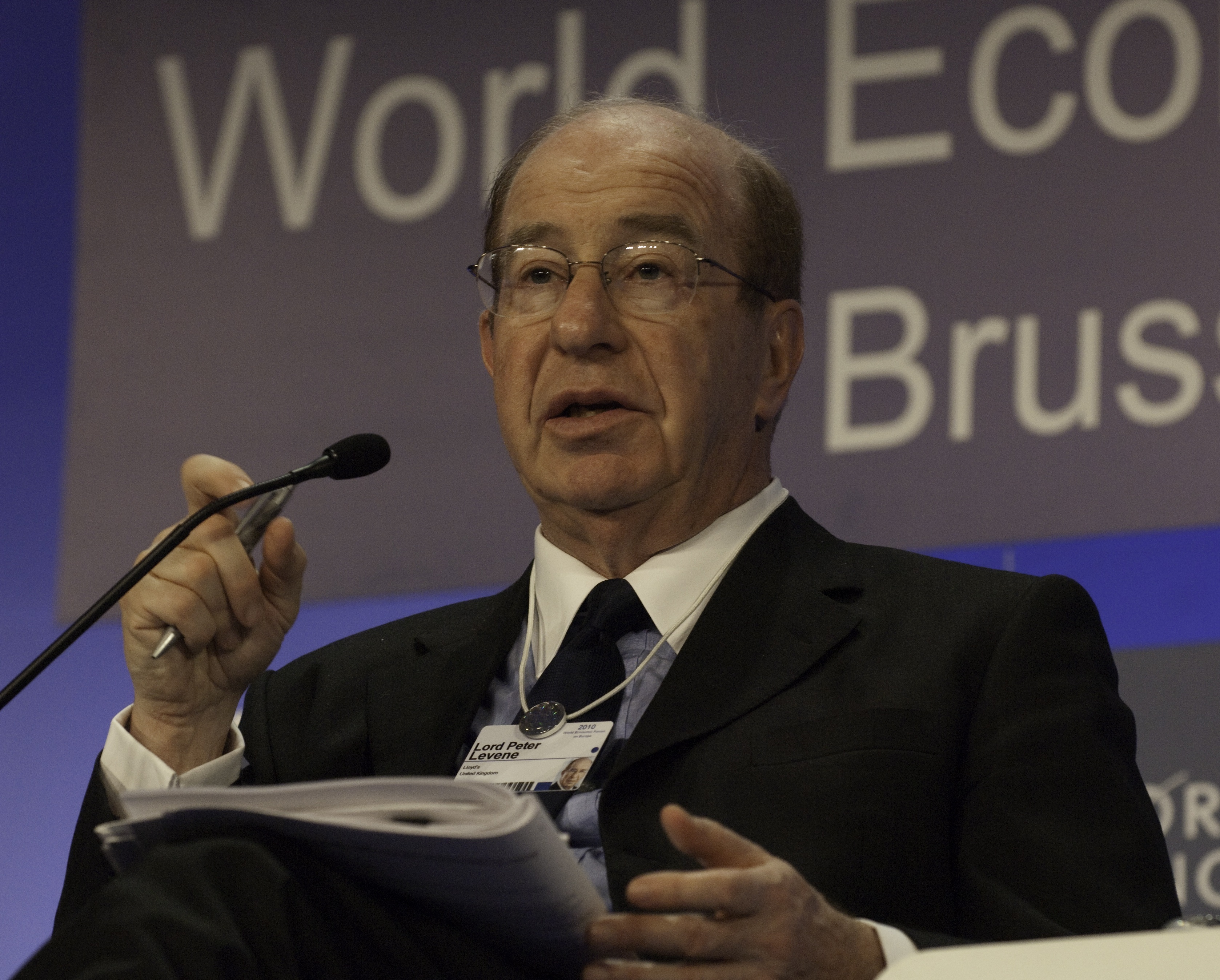
Lord Levene beim World Economic Forum 2010

Peter Keith Levene, Baron Levene of Portsoken KBE (* 8. Dezember 1941) ist Vorstand von Starr Underwriting Agents Limited und ehemaliger Lord Mayor of London.

## Leben
Lord Levene hat eine lange und vielfältige Karriere in Wirtschaft, Bankwesen und Politik.
Er ging auf die City of London School und studierte an der University of Manchester, wo er einen Abschluss in Wirtschaft und Politologie machte. Er ging 1963 zu United Scientific Holdings, einem kleinen Unternehmen, das sich zu einem bedeutenden Lieferanten der britischen und ausländischer Armeen entwickelte. Er stieg dort auf bis zur Position des Vorstandes im Jahr 1981.
Er arbeitete bei Morgan Stanley und Wasserstein Perella. In den nächsten Jahren war er Vorstand von Bankers Trust International und anschließend Vizevorstand der Deutschen Bank. In den Jahren 2002 bis 2011 war er Vorstand von Lloyd’s.
Er wurde persönlicher Berater des Verteidigungsministers Michael Heseltine und dann Ständiger Sektetär des Leiters des Beschaffungsdepartments. Anschließend war er in einer Reihe von weiteren Regierungsposten tätig. Er war u. a. Berater des Umweltministers, des Präsidenten der Handelskammer und des Schatzkanzlers. Während dieser Zeit war er auch im Vorstand der Docklands Light Railway und dann Vorstandsmitglied und CEO von Canary Wharf Ltd. Des Weiteren war er in der Geschäftsführung von J. Sainsbury plc und von Total.
Von 1994 bis 2012 war er Alderman (Beigeordneter) der City of London und in den Jahren 1995/96 Sheriff of London.Von 1998 bis 1999 war er Lord Mayor of London. Er förderte und unterstützte während dieser Zeit das Wachsen von London als Finanzzentrum. Im Jahr 1989 war er als Knight Commander des Order of the British Empire geadelt worden und 1997 wurde er als Baron Levene of Portsoken, of Portsoken in the City of London, zum Life Peer erhoben.
Lord Levene sitzt in vier Aufsichtsräten, bei General Dynamics UK Limited, Haymarket Group Ltd, Eurotunnel s.a. und China Construction Bank. Im House of Lord ist er Mitglied des Ausschusses für Wirtschaft.
Der Verteidigungsminister ernannte ihn im Juli 2010 zum Vorstand des Ausschusses zur Armeereform, der Vorschläge zur Neustrukturierung des Verteidigungsministeriums erarbeiten sollte. Der Bericht des Ausschusses wurde im Juni 2011 vorgestellt und wird derzeit umgesetzt.
Er spricht Deutsch, Französisch und Italienisch.

## Familie
Aus seiner 1966 geschlossenen Ehe mit Wendy Ann Fraiman hat er drei Kinder.

## Ehrungen
- Kommandeur, Ordre national du Mérite (Frankreich) 1996
- Großes Verdienstkreuz (Deutschland) 1998
- Knight des Order of Saint John 1998
- Verdienstorden der Republik Ungarn 1999
- Fellow QMW 1995
- Hon DSc City University 1998
- Hon DSc University of London 2005
- Insurance Leader of the Year Award 2009, St John’s University, New York
- Lloyd’s Gold Medal für Verdienste um Lloyd’s, October 2011